# Фјобио (Бергамо)
Фјобио је насеље у Италији у округу Бергамо, региону Ломбардија.
Према процени из 2011. у насељу је живело 330 становника. Насеље се налази на надморској висини од 387 м.